# Marc Wilmart
Marc Wilmart, né le 31 octobre 1944 à Paris 1er, est un journaliste français qui commença sa carrière dans la presse écrite et la poursuivit sur France 3 (1972–2007).

## Biographie
De 1972 à 2007, Marc Wilmart a exercé différentes fonctions à France 3 Limousin-Poitou-Charentes : reporter, rédacteur en chef, responsable de l’antenne et des programmes, directeur délégué de l'unité de programmes Culture et spectacles de la chaîne. En juin 2009, il est nommé à la présidence de l’association Culture et Patrimoine en Limousin spécialisée dans l’édition. En 2010, il fonde et préside la Cinémathèque du Limousin, devenue en décembre 2016 Cinémathèque de Nouvelle-Aquitaine.

## Filmographie
- 1974 : IZIS ou le Regard Habité réalisé par Yves Kovacs
- 1978 : Un jour comme les autres, film banc titre expérimental coréalisé avec le photographe Claude Dityvon.
- 1983 : Basket, métrage de 30 minutes retraçant à partir des photos de Claude Dityvon l’ascension de l’équipe du CSP Limoges qui deviendra championne d’Europe.
- 1977 – 1980 : recherches à caractère ethnologique sur les croyances populaires ou la sorcellerie :
  - Le secret, Les bonnes fontaines, Sortilèges et envoûtements[6],[7], Le siècle de Marie Guillou, (…)
- 1987 : Histoires d’un crime[8] réalisé par Michel Follin. 1er prix du Festival du Film du Patrimoine remis par le Ministre de la Culture et le cinéaste Alexandre Astruc (cf. dépêche AFP : 091822 OCT 87).
- 1988, Oradour : Les Voix de la Douleur et Oradour [9],[10]: Aujourd’hui la Mémoire. film en deux parties réalisé par Michel Follin. 1er prix du Festival du Film du Patrimoine[11] et du ministre de la Culture remis par Jean Rouch. Elie Wiesel, prix Nobel de la paix a d'ailleurs qualifié ce film de « témoignage bouleversant, poignant, nécessaire »[12]. En 1989, Oradour est nommé aux « 7 d’Or » dans la catégorie « meilleur documentaire ».
- 1990 : Images de l’ombre, évocation de la résistance et de l’occupation avec la participation de Jacques Chaban-Delmas.
- 1991 : Aléas: le magazine de l’imprévisible[13] magazine[14],[15],[16]fondé avec le réalisateur Gérard Follin (frère de Michel Follin) et l’appui déterminant de Jacques Chancel, directeur des programmes de France 3. Aléas constitue une collection d’une centaine d'émissions de 52 minutes[17] (4 ou 5 chroniques par émission) auxquelles ont collaboré plus de 60 réalisateurs documentaristes[18]. L’écrivain Claude Duneton en fut le premier présentateur puis Jacques Serizier lui succéda avant d’être emporté par la maladie en 1994. Un second aléas cruel frappa cette émission avec la disparition de son cofondateur Gérard Follin le 15 décembre 2001 à l’âge de 62 ans. Poursuivi avec la collaboration de Jean-Denis Bonan et Daniel Edinger, le magazine s’arrêtera définitivement en 2004 après 12 années d’existence. Il était coordonné par Dominique Papon
- 1993- 94 : L’idée de créer la cinémathèque du Limousin naîtra à la faveur de la recherche de films amateurs inédits pour le Cinquantenaire de la Libération et de la participation à la réalisation du film L’Ombre du Maréchal [19]tourné à Limoges pour France 2 avec Alain de Sedouy et réalisé par Michel Follin sur une enquête de Patrick Denaud. Il a également coréalisé un film de 52 minutes avec Patrick Denaud pour les fêtes du 50e anniversaire de la Libération à Limoges et diffusé au Palais du Verdurier: La Libération dans le Limousin[20][réf. souhaitée].
- 1999 : Sur les traces du Lion[21], cosigné avec le réalisateur Jean-Denis Bonan pour le huit centenaire de la mort de Richard Cœur de Lion, en coproduction avec l’INA.
- 2000 : J’ai pas sommei[22]l magazine culturel mensuel national et interrégional créé à Limoges. Rédaction en chef Dominique[23] Papon

Parallèlement à ces productions personnelles, il a initié pour le compte de France 3 de très nombreux documentaires parmi lesquels Lou Gran ou Georges Guingouin 1er maquisard de France (enquête de Michel Taubmann et Gilles Arizolli 1983-84) ; Auschwitz-Lutetia (réalisation Pascal Magontier 2001) ; La Mémoire des Vivants ou les pendaisons de Tulle (Jean Pradinas 1994) ; Doisneau des villes- Doisneau des Champs (Patrick Cazals 1997) (…)

## Distinction
- Chevalier de l’ordre des Arts et Lettres.

## Membre
- Commission régionale du Film documentaire de 2005 à 2009
- Conseil scientifique du Centre de la Mémoire d’Oradour-sur-Glane de 1990 à 1993
- Président de l’Association Culture et Patrimoine[25] de 2009 à 2014
- Président fondateur de la Cinémathèque de Nouvelle-Aquitaine[26] (anciennement Cinémathèque du Limousin)